# سوق السيب
سوق السيب؛ سوق تقليدي وتاريخي يقع في ولاية السيب بمحافظة مسقط، ويعد أحد أشمل أماكن التسوق في مسقط لما يحويه من أنواع السلع والبضائع المتعددة، إذ يقدم للمتسوق كل ما يحتاجه في حياته اليومية من السلع الغذائية والتحف والحرف اليدوية والصناعات الفضية كالخناجر والمجوهرات والملابس.

## أهميته
تكمن أهمية السوق في أنه يضم مجموعة من الأسواق تلبي كل احتياجات وطلبات شرائح مختلفة من المجتمع ، صغارا وكبارا، وأيضا يمتاز بشموليته وتعدد انواع السلع والبضائع التي يحتويها ، فهو يضم كل ما يحتاجه المتسوق في حياته اليومية.

## معروضات السوق
يضم السوق عشرات الأركان ومئات المحلات التجارية لبيع مختلف الأصناف من المواد الاستهلاكية ومنها : محلات بيع اللحوم الحمراء لمختلف المواشي ومحلات بيع الدواجن الحية والمذبوحة ومحلات بيع المواد الغذائية ، ومحلات بيع الملابس الجاهزة الرجالية و النسائية ، ومحلات بيع التحف والحرف اليدوية، والصناعات الفضية كالخناجر والسيوف والحلي النسائية بجميع انواعها واشكالها، ومحلات بيع الحلوى العمانية و محلات بيع الخضراوات والفواكه المحلية والمستوردة ، وركن لبيع اللبن العماني الطازج والثوم العماني والزعتر العماني وعسل النحل البلدي والمكسرات بمختلف انواعها.
كما يضم السوق موقعاً لبيع المنتجات المحلية كالرطب والتمر والليمون والمانجو والسفرجل والنارنج والرمان وموقعا آخر لبيع البرسيم والتمر المستورد من عدد من الدول العربية والإسلامية، ومحلات لبيع الكماليات والاكسسوارات المختلفة وخياطة الأحذية.

## وجهة سياحية
يُعتبر سوق السيب وجهة سياحية جاذبة بجانب كونه سوق مُتكامل يساعد على تلبية جميع احتياجات المتسوق وشراء جميع المستلزمات بجودة، فهو يضم مجموعة كبيرة من المتاجر التي تتخصص في بيع العديد من المنتجات ومنها متاجر الملابس، متاجر الذهب والفضة، ومتاجر السلع اليدوية والتحف، ونظراً لإقبال أهل البلد والسُيّاح عليه فإنه أصبح من معالم السياحة في السيب الشهيرة.

## وصلات خارجية
- أسواق > سوق السيب